# Заводський район (Кам'янське)
Заводський район — адміністративний район міста Кам'янське у центрі правобережжя.

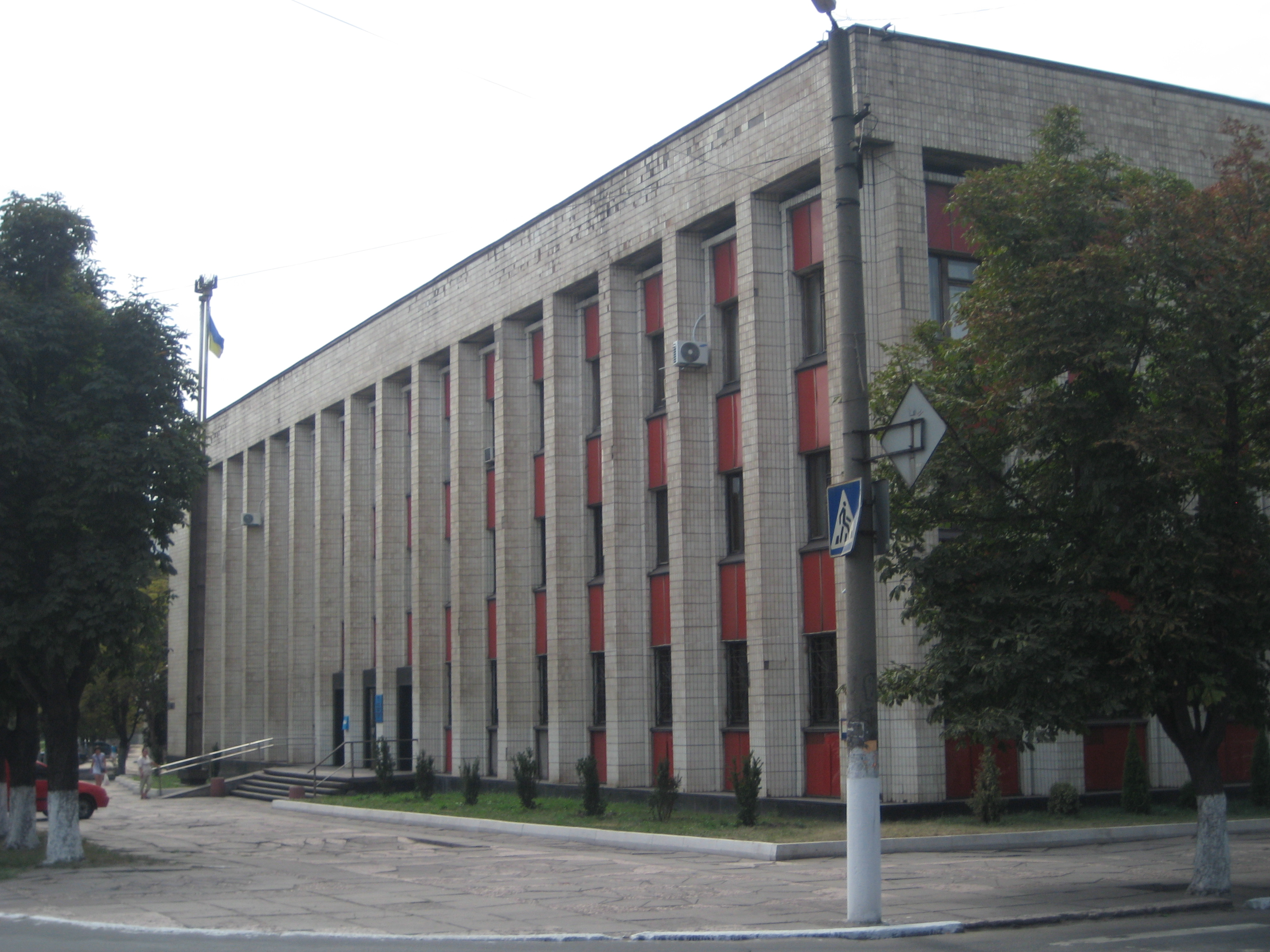
Районна Рада

9 жовтня 1945 місто поділене на 3 райони. Спочатку район називався Сталінським. Поділ міста на райони був скасований 11 серпня 1948 року і поновлений 8 травня 1952 року. Район було перейменовано на Заводський, а зі смертю Брежнєва — на Брежнєвський, і згодом — на Заводський.
До складу району входить козацьке поселення і сучасний центр — Кам'янське.
Тут розташований Дніпровський металургійний комбінат.

## Населення

### Мовний склад
Рідна мова населення за даними перепису 2001 року:
| Мова       | Чисельність, осіб | Доля     |
| ---------- | ----------------- | -------- |
| Українська | 60 378            | 67,53 %  |
| Російська  | 28 395            | 31,76 %  |
| Інше       | 640               | 0,71 %   |
| Разом      | 89 413            | 100,00 % |